# SF作家
SF作家（エスエフさっか）とは、サイエンス・フィクション（SF）を主として著す小説家のことである。
代表作がSF作品であったり、SF雑誌やSFの新人賞、同人誌からデビューした作家はSF作家と見なされる。SFファンの作家が誇りを込めてSF作家と自ら名乗ることもある。様々なジャンルを扱うライトノベルの作家の中でも、主にSFを扱う作家はSF作家とされる。SFとその他のジャンルの作品の線引きが明確でないため、SF作家かどうか議論が分かれる作家もいる。
SF作家の特徴の1つとしてファンとの距離の近さが挙げられる。SF作家がデビュー後も同人誌に携わったり、SF大会に参加するなどファン活動を続けることも多い。また、ハードSFを中心として科学者、技術者出身の作家も多い。

## 代表的なSF作家

### 日本
1900年代の押川春浪や1930年代の海野十三は日本のSF作家の草分け的な存在とされる。戦後に翻訳中心だった日本のSFを変化させた星新一、小松左京、筒井康隆は日本SFの御三家と呼ばれ、古典とされる名作を残している。

### 欧米
アーサー・C・クラーク、アイザック・アシモフ、ロバート・A・ハインラインこの三人は御三家（ビッグ・スリー）と呼ばれ、古典とされる名作を残している。フィリップ・K・ディック、ジェイムズ・ティプトリー・Jr.、アーシュラ・K・ル＝グウィン、テッド・チャン、グレッグ・イーガン、ウィリアム・ギブスン、ブライアン・オールディス、J・G・バラード、ジョン・W・キャンベル、ハーラン・エリスン、レイ・ブラッドベリ、スティーヴン・バクスター、ジョージ・オーウェル、ジェイムズ・P・ホーガン、シオドア・スタージョン、アルフレッド・ベスター、カート・ヴォネガット、オースン・スコット・カード、ケン・リュウ、アーサー・コナン・ドイル、ロバート・シルヴァーバーグ、ハワード・フィリップス・ラヴクラフト、ジュール・ヴェルヌ、H・G・ウェルズ、ポール・アンダースン、ダニエル・キイス、フレドリック・ブラウン、ダン・シモンズ、エドガー・ライス・バロウズ、グレッグ・ベア、エドモンド・ハミルトン、ウィリアム・S・バロウズ、コードウェイナー・スミス、ジョージ・R・R・マーティン他多数

## 組織
アメリカでは一定の条件を満たしたプロ作家だけが加入できるアメリカSFファンタジー作家協会（SFWA）が存在する。SFWAは会員の投票によって優れた作品を選び、ネビュラ賞を授与している。
SFファンが会員となる非営利団体、ワールドSFソサエティによるヒューゴー賞も有名である。
日本では1963年に設立された日本SF作家クラブが存在し、多くの日本のSF作家が所属している。